# باتوومان
باتوومان (بالإنجليزية: Batwoman)‏ هو مسلسل تلفزيوني خارق أمريكي طورته كارولين دريس. تم بثه على ذا سي دبليو منذ 6 أكتوبر 2019.

## روابط خارجية
- باتوومان على موقع IMDb (الإنجليزية)
- باتوومان على موقع ميتاكريتيك (الإنجليزية)
- باتوومان على موقع روتن توميتوز (الإنجليزية)
- باتوومان على موقع فيلمافينيتي (الإسبانية)
- باتوومان على موقع كينوبويسك (الروسية)
- باتوومان على موقع ألو سيني (الفرنسية)
- باتوومان على موقع قاعدة بيانات الفيلم (الإنجليزية)